# Bouvignies
Bouvignies ist eine französische Gemeinde mit 1.564 Einwohnern (Stand: 1. Januar 2022) im Département Nord in der Region Hauts-de-France. Sie gehört zum Arrondissement Douai und zum Kanton Orchies.

## Geographie
Die Gemeinde Bouvignies liegt etwa zehn Kilometer nordöstlich von Douai und elf Kilometer südwestlich der Grenze zu Belgien. Umgeben wird Bouvignies von den Nachbargemeinden Orchies im Norden, Beuvry-la-Forêt im Nordosten, Marchiennes im Osten und Süden, Flines-lez-Raches im Südwesten und Westen sowie Coutiches im Westen und Nordwesten. Nördlich von Bouvignies verläuft die Autoroute A23.

## Bevölkerungsentwicklung
| Jahr                       | 1962 | 1968 | 1975 | 1982 | 1990 | 1999 | 2006 | 2013 | 2020 |
| Einwohner                  | 1125 | 1114 | 1128 | 1257 | 1426 | 1537 | 1516 | 1543 | 1532 |
| Quellen: Cassini und INSEE |      |      |      |      |      |      |      |      |      |

## Sehenswürdigkeiten

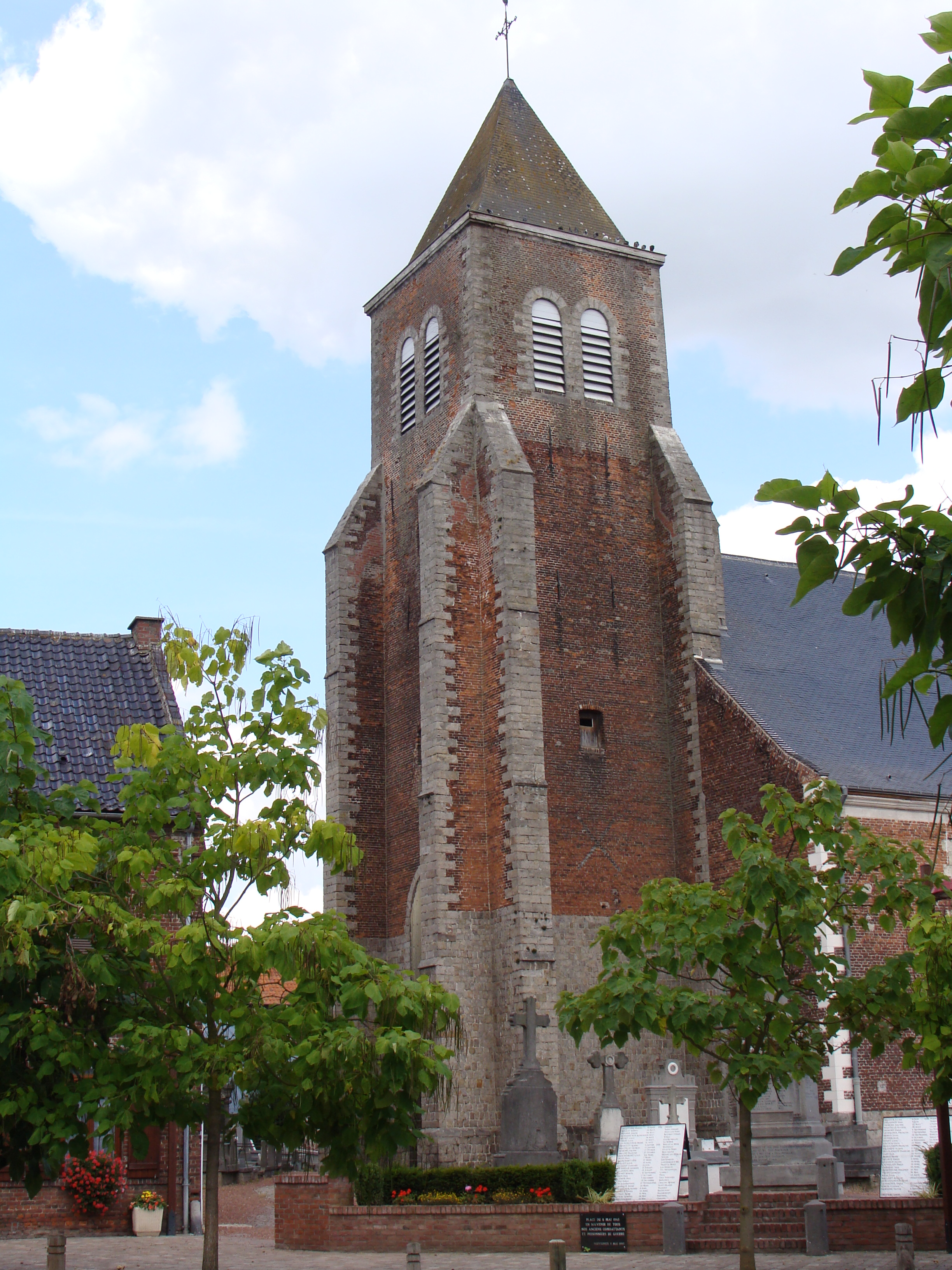
Kirche Saint-Maurice
- mehrere kleine Kapellen
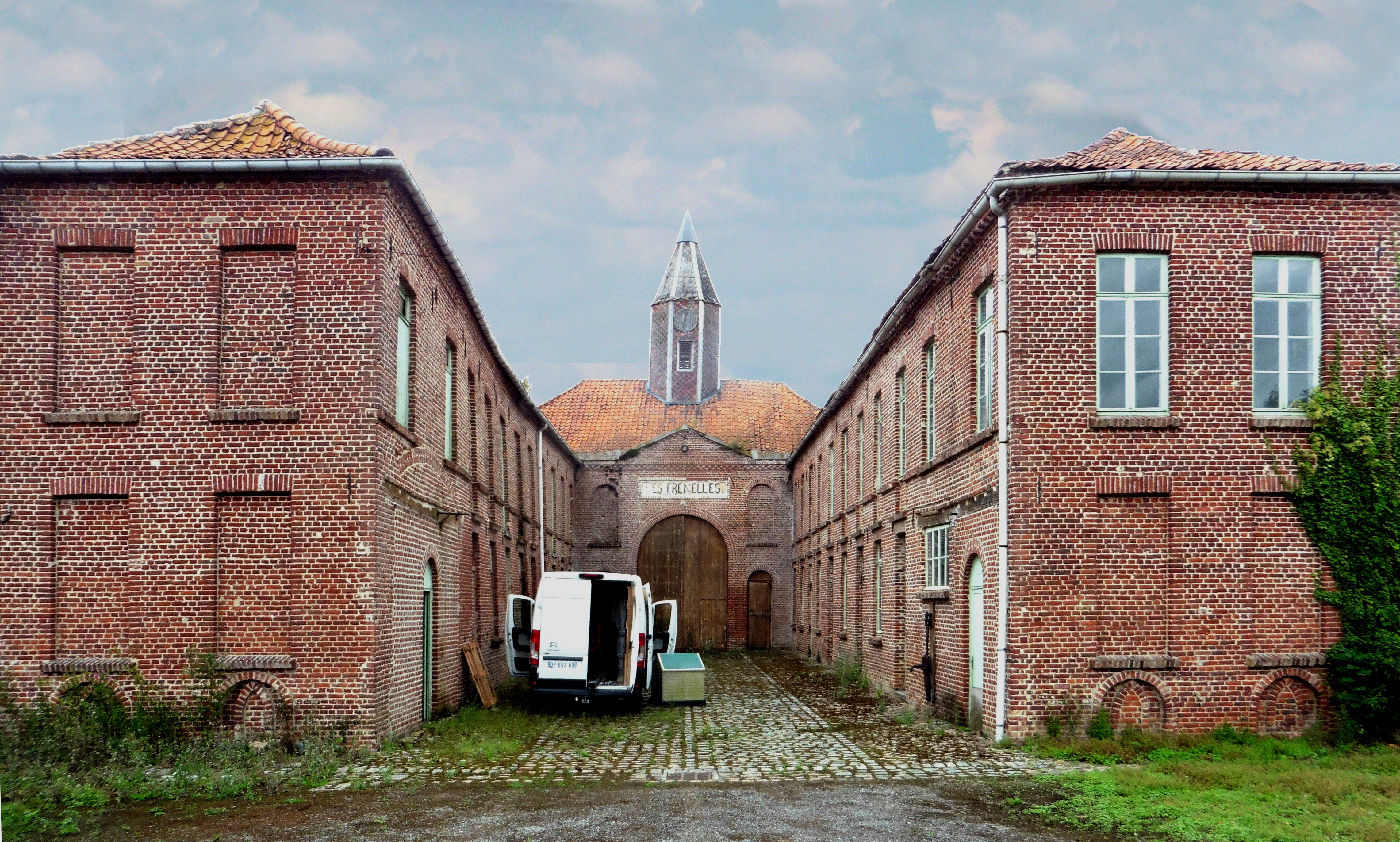
Schloss Frenelles
- Museum der Taubenfreunde
- Wasserturm
- Haus Anthony Thourets

- Kirche Saint-Maurice
- Schloss Frenelles

kleine Kapellen und Oratorien in Bouvignies
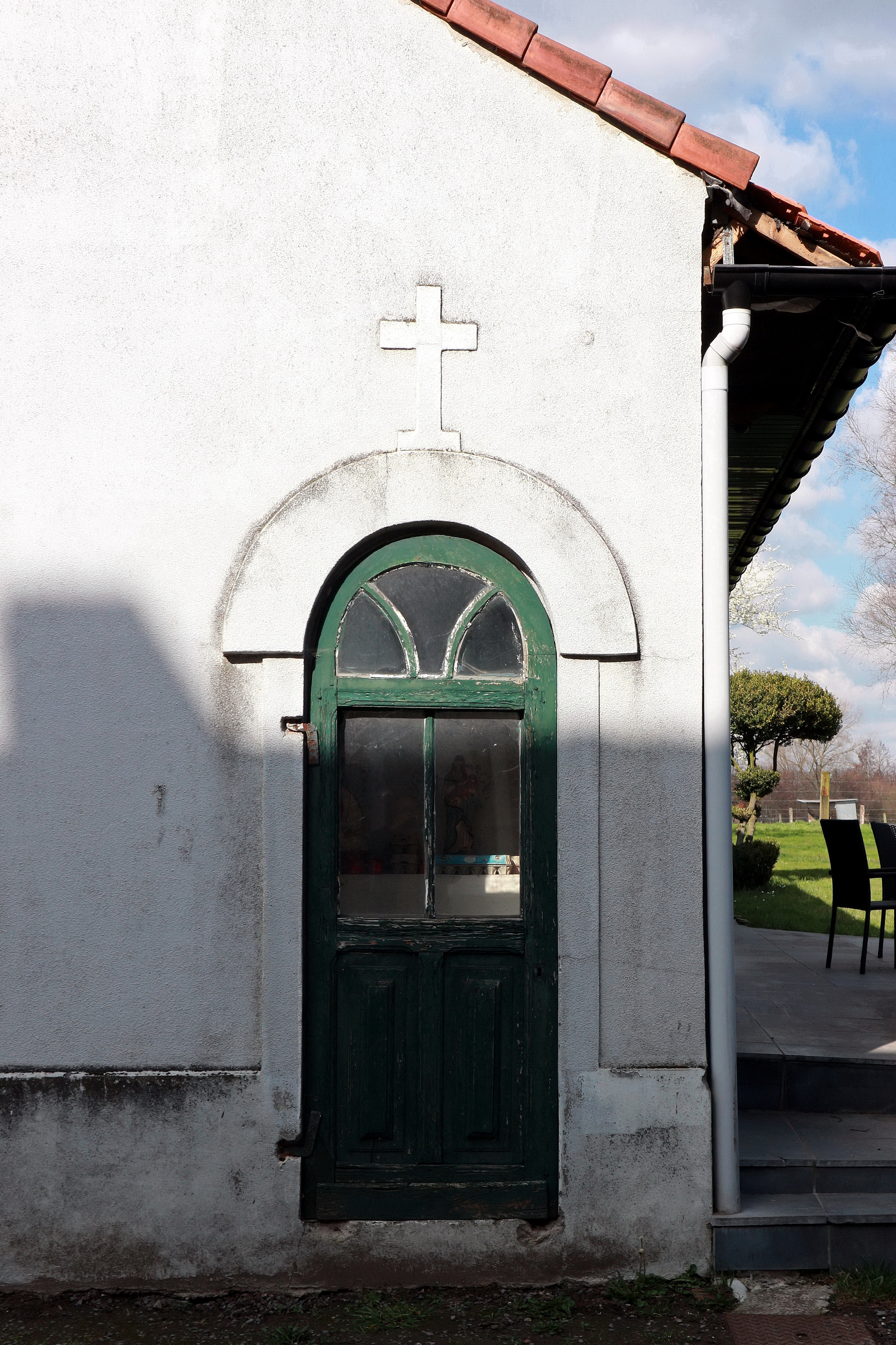
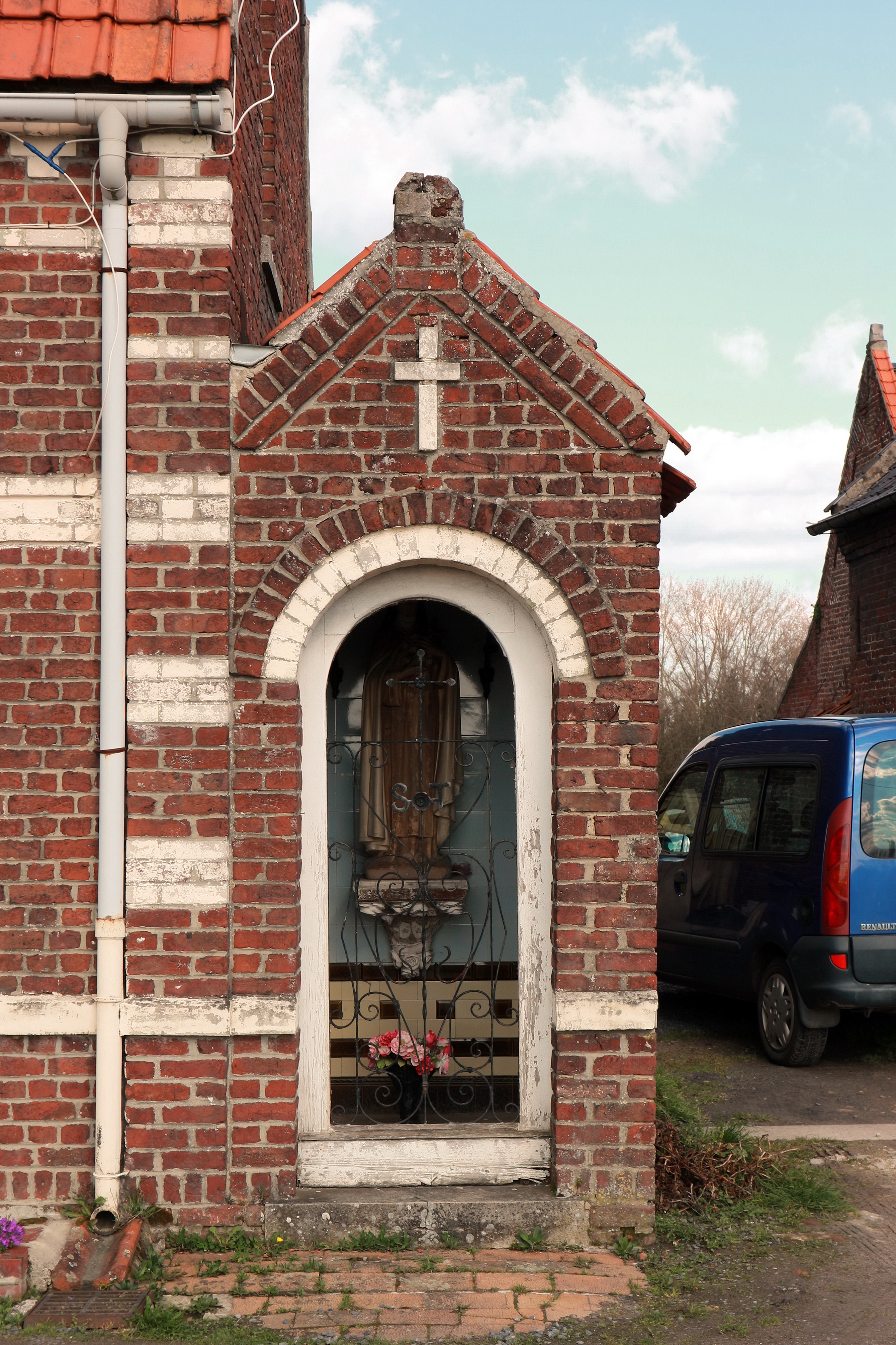
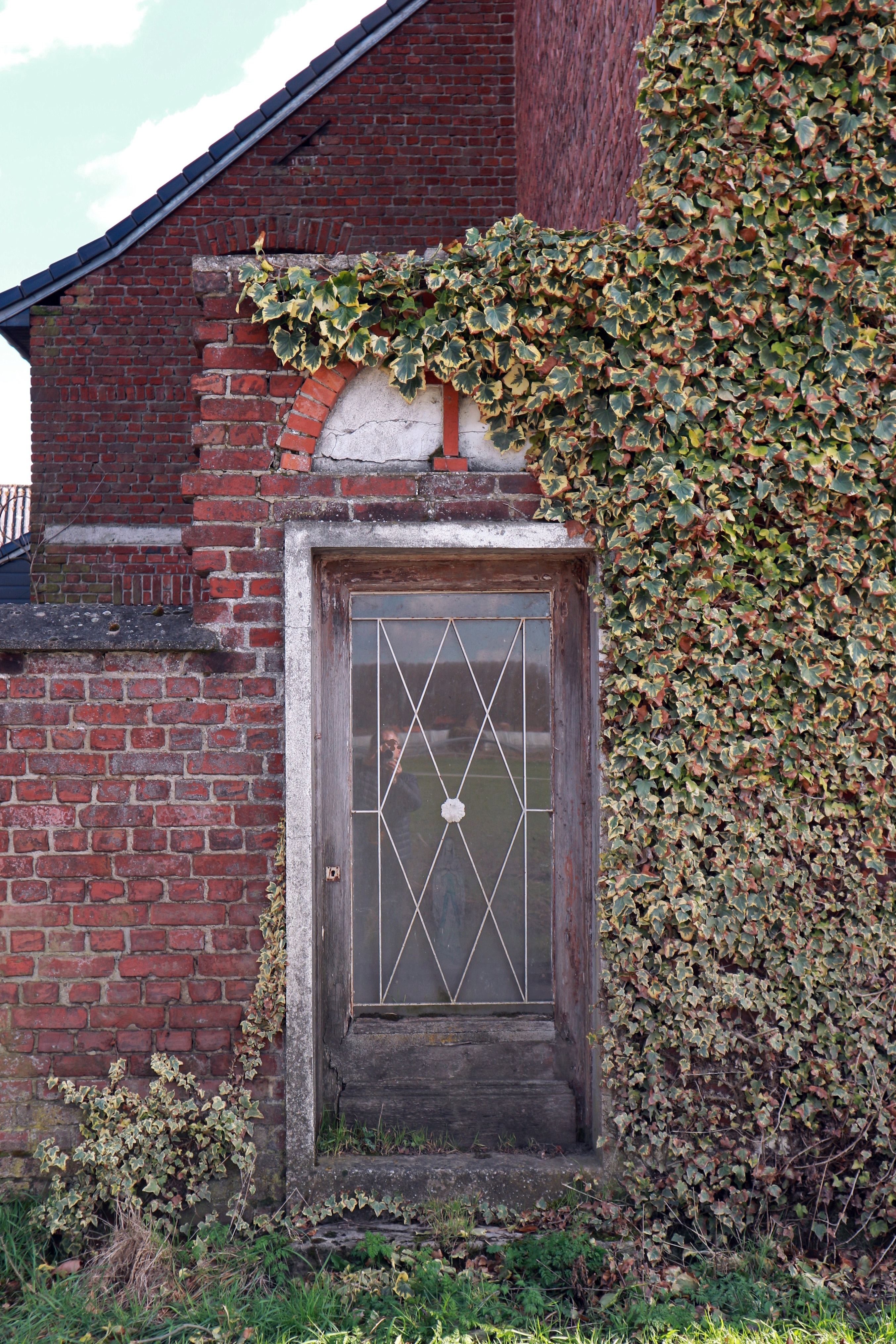
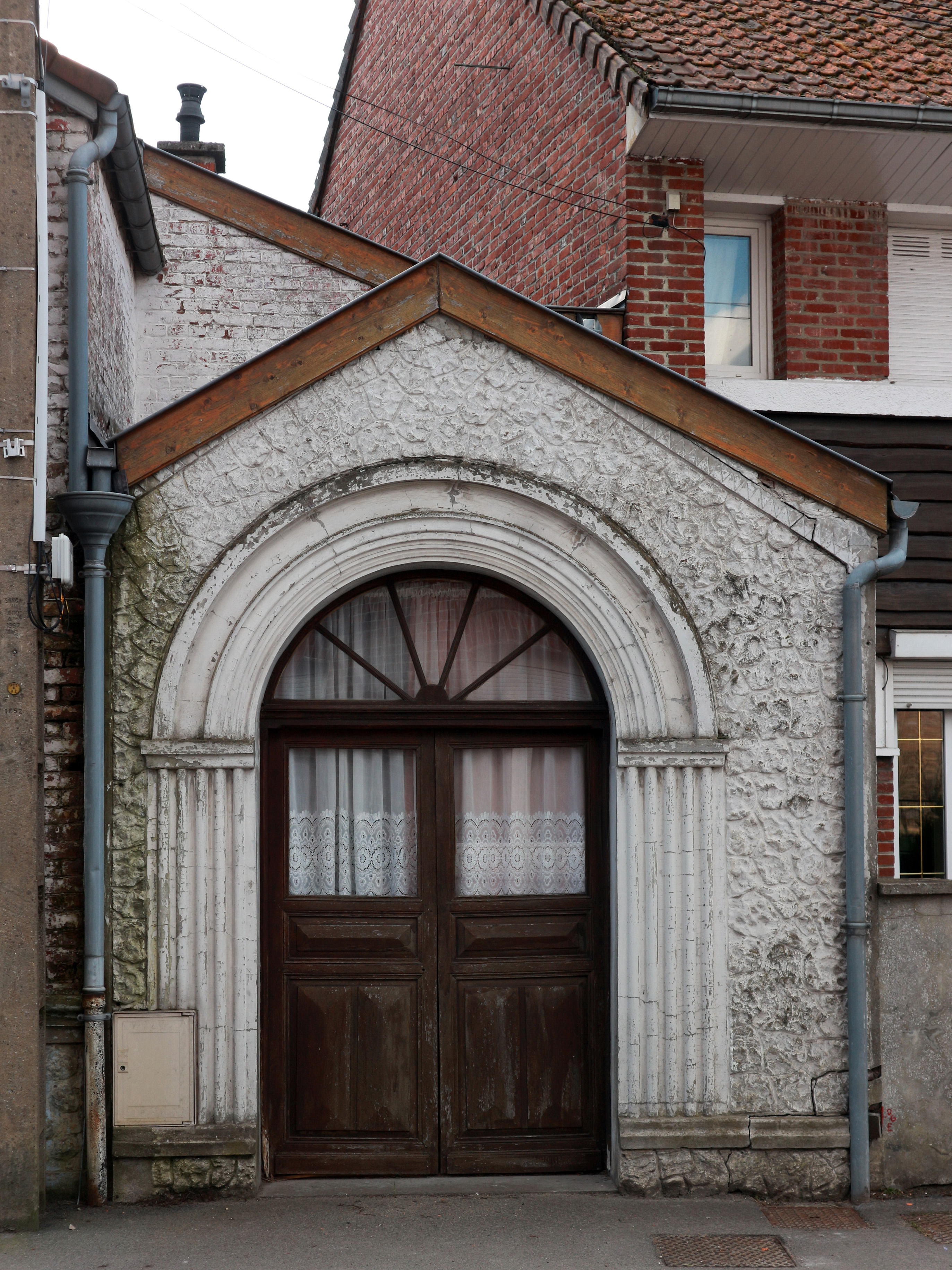
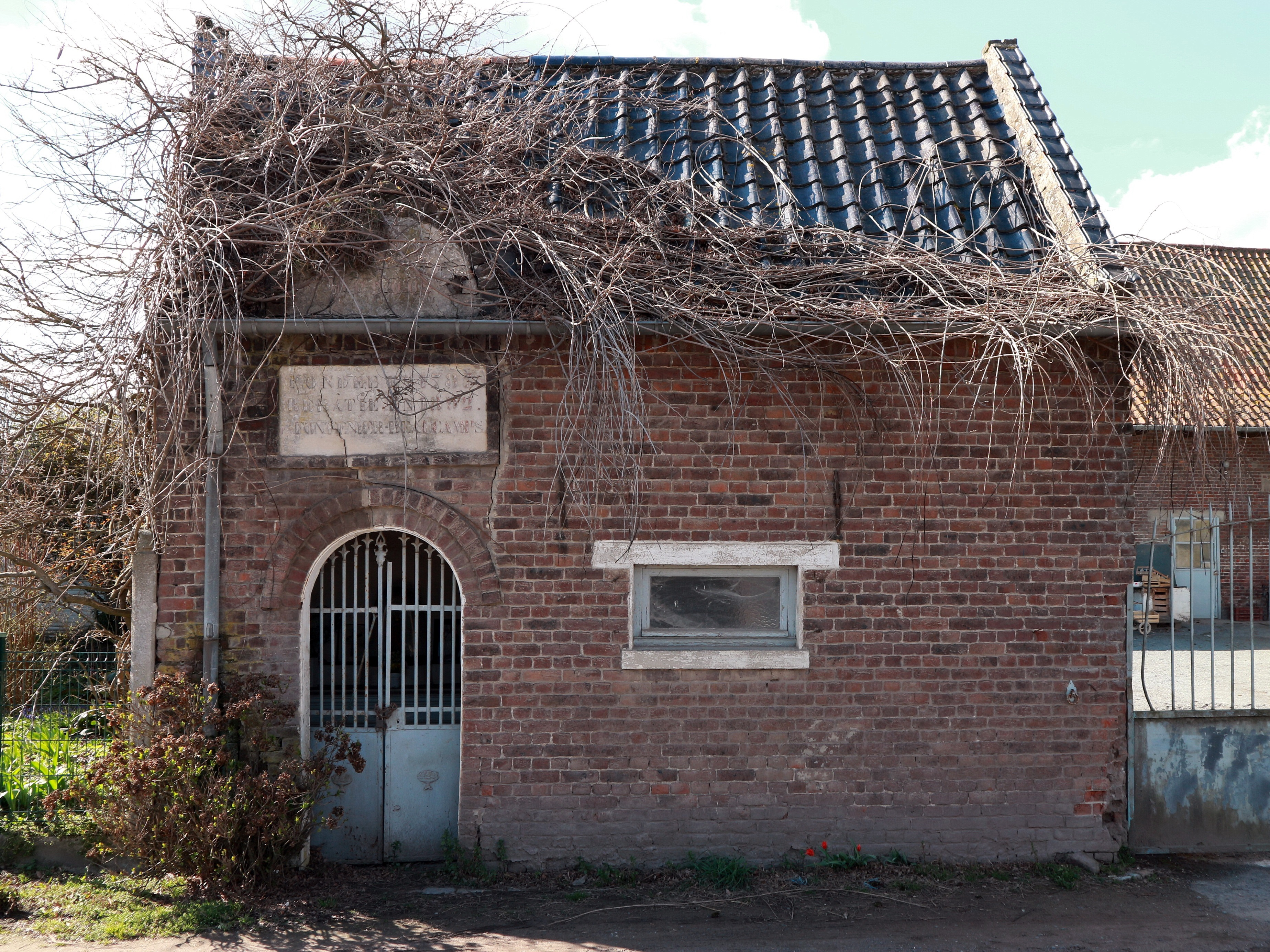
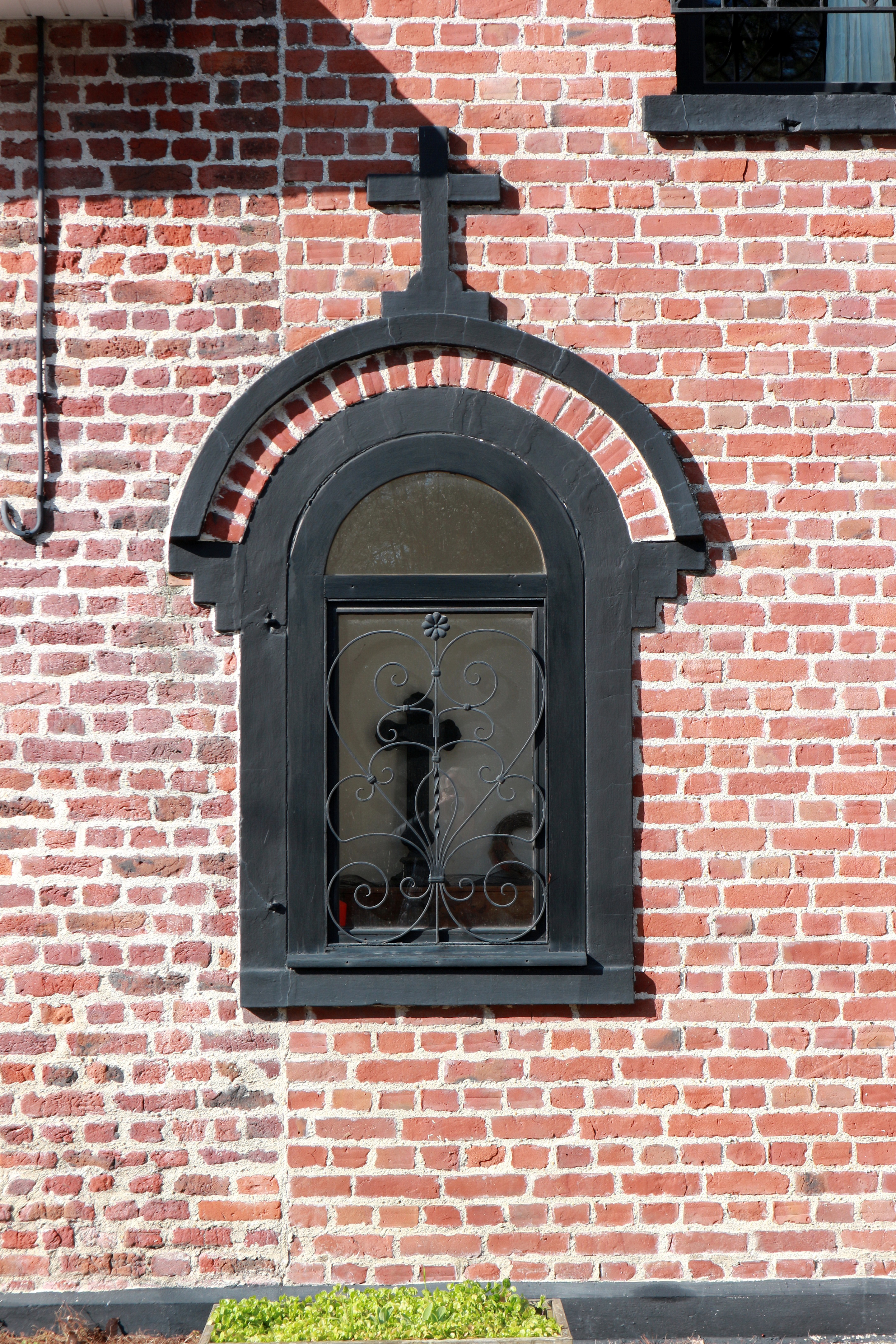